# Jeeralkalgudi, Gangawati
Jeeralkalgudi là một làng thuộc tehsil Gangawati, huyện Koppal, bang Karnataka, Ấn Độ.